# Locotracteur
 (janvier 2017).
Si vous disposez d'ouvrages ou d'articles de référence ou si vous connaissez des sites web de qualité traitant du thème abordé ici, merci de compléter l'article en donnant les références utiles à sa vérifiabilité et en les liant à la section « Notes et références ».

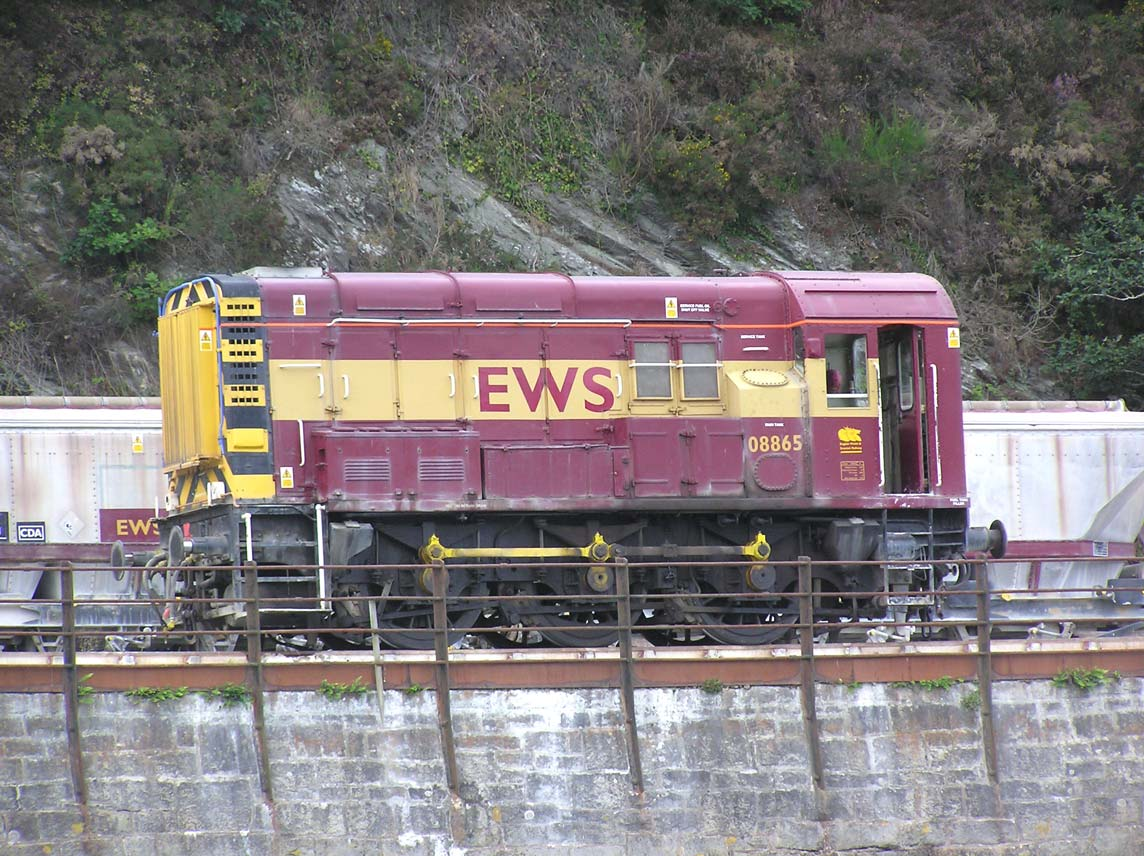
Locotracteur - série 08 - de la compagnie de transport de fret britannique EWS à Fowey, en Cornouailles.

Les locotracteurs sont des engins ferroviaires de faible puissance utilisés principalement pour la manœuvre des wagons et la formation des convois. Ils sont aussi utilisés pour les transports internes de nombreuses industries lourdes et parfois sur de courtes distances pour la desserte de lignes secondaires ou d'embranchements particuliers (on parle alors de « locomotive manœuvres-ligne »). Ils sont le plus souvent propulsés au diesel, et parfois électriques (notamment en Suisse).
La SNCF appelle locotracteurs les engins de traction ferroviaire dont la puissance est inférieure à 300 kW ,.

## Amérique du Nord

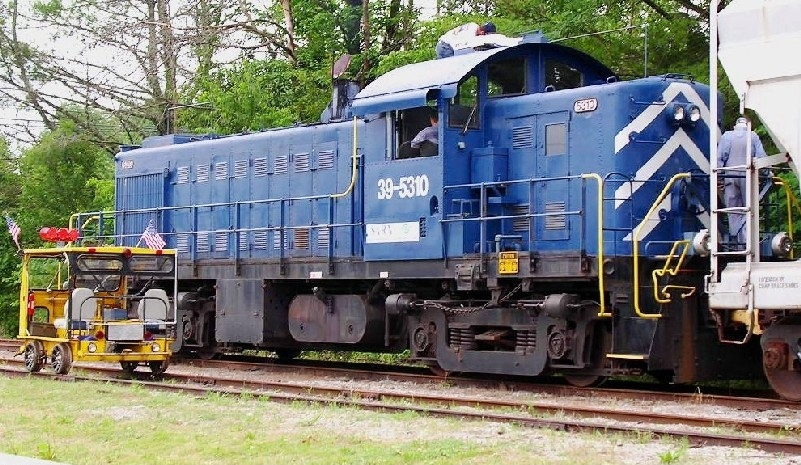
Une ALCO RS-1, généralement considérée comme le premier modèle nord-américain de locotracteur diesel ayant eu du succès

Plusieurs compagnies fabriquent ou fabriquèrent des locotracteurs pour le travail en gare de triage et sur voie d'évitement. ALCO fut l'une des pionnières dans ce domaine avec sa filiale canadienne Montreal Locomotive Works. General Electric est encore dans ce créneau.
Une des principales caractéristiques des locotracteurs nord-américains est que la cabine est plus large que le reste de la locomotive, se trouve en retrait et n'en occupe qu'une portion. Elle donne une très bonne visibilité vers l'avant et l'arrière du convoi en plus d'être plus sécuritaire en cas de collision pour le personnel. On peut faire le tour du reste de la locomotive grâce à une passerelle. Les locotracteurs nord-américains sont en général plus imposants que leur confrères européens en raison de la grosseur supérieure des wagons à tracter et du fait qu'ils ne sont pas utilisés seulement en gare de triage, mais très souvent pour déplacer le convoi sur certaines distances, comme pour la livraison de wagons vers des industries dans la région.
Ces engins sont très souvent surnommés « Road-Switcher » (pour « Route-Manœuvre »).

## Belgique
Au XXIe siècle, la SNCB n'a plus que cinq locotracteurs (série 90/91, puissance 200 / 240 kW) affectés à la manœuvre d'engins dans les ateliers et dépôts de traction ; tous les autres ont été remplacés par des locomotives lourdes ligne / manœuvre série 77/78.

## France

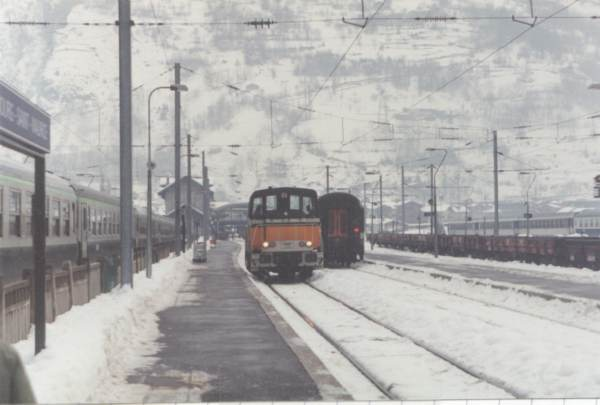
Locotracteur manœuvrant en gare de Bourg Saint Maurice

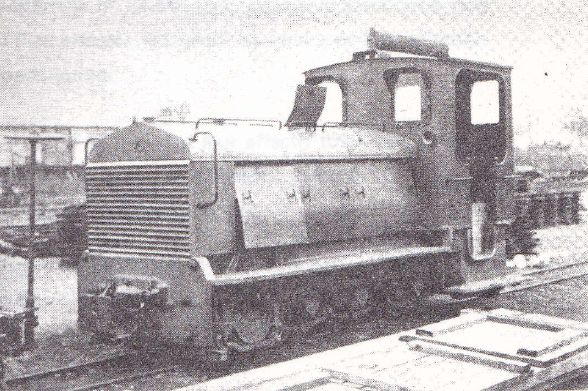
Locotracteur Schneider, Châssis Péchot

Historiquement, les locotracteurs ont commencé à remplacer les machines à vapeur de manœuvre à la suite du vote de la loi des 8 heures, vers 1920. Il s'agissait de pouvoir disposer d'un engin de traction en un délai minimal grâce à l'usage d'un moteur à explosion. Cette motorisation ne sera adaptée, en Europe, aux locomotives qu'à partir des années 1950 environ.
Certains modèles, appelés rail-route peuvent s'élever sur des pneus pour des manœuvres hors-rail grâce à un système hydraulique. Les plus petits locotracteurs utilisent le poids du wagon auquel ils s'accouplent pour augmenter leur masse adhérente et avoir une meilleure traction.
Les séries en service en 2008 à la SNCF sont les Y 7100, Y 7400, Y 8000 et Y 8400.
Les locotracteurs industriels sont souvent d'anciens matériels SNCF, mais ils ont parfois été construits en grandes séries pour ce seul usage. Les sociétés SACM, Moyse, Fauvet Girel, Decauville, Billard, De Dietrich, Renault, CFD, sont des constructeurs emblématiques de ce type de locotracteurs diésels. En ce qui concerne les locotracteurs électriques, utilisés en environnement sensible, on retiendra le nom de Milhoud, dont les productions ont été surnommées boites à sel à cause de leur forme de capots[réf. souhaitée].
Les locotracteurs ont subi des remotorisations (Euro2, Euro3) afin de respecter les nouvelles normes environnementales.
Les locotracteurs sont aussi très utilisés sur voie étroite où ils ont remplacé très tôt les machines à vapeur. Les militaires les ont, par exemple, utilisés pendant la Première Guerre mondiale afin d'éviter les fumées visibles de très loin.
Depuis 2013, une nouvelle série a vu le jour : les Y 9000, il s'agit en fait de la modernisation des Y 7100 et Y 7400.

## Italie
La société Colmar Technik livre au transporteur italien Borsari Group, mi septembre 2018, le plus puissant locotracteur rail-route électrique au monde.
Ce locotracteur fait partie de la nouvelle série « SL160E » du constructeur italien, pèse 30 tonnes et comporte 2 moteurs électriques de 40 kW chacun. Ces moteurs sont alimentés par 3 blocs de batteries disposant au total de 4 200 Ah ce qui garantit une autonomie minimale de 8 heures en fonctionnement continu. La recharge totale prend 8 heures. Il dispose d'une force de traction de 160 kN et peut manœuvrer un train de 3 200 tonnes.